# Arianespace
Az európai Arianespace a világ első kereskedelmi rakétaindításokkal foglalkozó vállalata. 1980-ban alapították. Ez a vállalat biztosítja az Európai Űrügynökség (ESA) által használt teljes hordozóeszköz-flottát, az Ariane–5, a Vega és – az oroszokkal együttműködve – a Szojuz hordozórakétákat. Az Arianespace leányvállalata a Starsem, amely ugyancsak kereskedelmi indításokkal foglalkozik.
Kilövéseiket a dél-amerikai Guyana Űrközpontból és az oroszországi Bajkonuri űrrepülőtérről végzik.